# Jeg ved en lærkerede
"Jeg ved en lærkerede" er en af Danmarks bedst kendte børnesange.
Teksten blev skrevet af forfatteren Harald Bergstedt, og den oprindelige melodi af Nikolaj Hansen. Sangen blev medtaget i samlingen  Onkel spiller, udgivet i 1921. I 1924 blev en anden melodi af Carl Nielsen publiceret i Melodier til Sangbogen Danmark, og det er på denne melodi sangen er sunget i dag.
Digtet er på fem strofer og der er krydsrim i rimskemaet AbAb.

## Melodi
I Carl Nielsen Udgaven er melodien sat i G-dur og spænder dermed fra et e' til en e" med et toneomfang på en oktav. Arrangementet er for stemme og klaver
Nielsen arrangerede også en udgave af sangen for sopran og alt. 
Her adskiller arrangementet for 1., 2. og 3. strofe sig fra 4. og 5. strofe.

## Udgivelser
Carl Nielsens melodi blev udgivet i sangbogen Ti danske Smaasange.
Her findes også en anden kendt Nielsen-Bergstedt børnesang Solen er saa rød, Mor og Den danske sang er en ung blond pige.
Sangen forekommer i Carl Nielsen Udgaven.
Sangen er også at finde i børnesangbogen De små synger.

## Indspilninger
"Jeg Ved En Lærkerede" er bredt indspillet, blandt andre af Grethe Mogensen i 1986 og Marie Carmen Koppel i 2004 i en jazzet udgave.
Fra samme år er Albertes version,
mens Tina Siels udgave er fra 2007.
Søs Fenger indspillede sangen første gang i 2007 med guitar-, bas-, klaver-, tromme- og fløjte-akkompagnement og igen i 2024 da med et simpelt klaverakkompagnement i begyndelsen med senere introduktion af blandt andet stryger og blæser.
Af mandlige sanger der har indspillet sangen er Otto Brandenburg, Kim Larsen og Sigurd Barrett.
De Nattergale indspillede sangen flerstemmigt med en ny melodi.

## Vurdering
I 2018 var den på en liste over de 100 populæreste sange fra Højskolesangbogen.